# الإمبراطورية الرومانية المتأخرة
الإمبراطورية الرومانية المتأخرة وجدت في الفترة الممتدة من عام 284 ميلادي حتى عام 641 ميلادي من تاريخ الإمبراطورية الرومانية.

## الأدلة
بالمقارنة مع الفترات السابقة، تستند الدراسات حول الإمبراطورية الرومانية المتأخرة إلى مصادر مكتوبة متنوعة. كانت معظم الوثائق الموجودة متحيزة بشكل كبير منذ ازدهار الأدب المسيحي، ونادرًا ما نقل النساخ المسيحيون أقوال المؤلفين الوثنيين المعادية للمسيحية. وكان كتاب لاكتانتيوس عن موت المضطهدين الذي اكتمل نحو عام 314، حول اضطهاد ديوكلتيانوس، مثالًا مبكرًا عن السرد المتحيز. تُشكِّل الهاغيوغرافيا - السير التقديسية الرسمية للشهداء والزهاد المسيحيين - النوع الأدبي الأكثر تميزًا في تلك الفترة، لكن مؤلفيها ابتكروا الحقائق بانتظام لتسليط الضوء على الأعمال غير العادية لأبطالهم. وكان كتاب شهداء فلسطين لأسقف القيسارية يوسابيوس، قد قدم هذا النوع في أوائل القرن الرابع، ولكن عملًا لاحقًا هو حياة أنطونيوس عن الناسك المصري الشهير، أنطونيوس الكبير وضع نموذجًا لمزيد من السير التقديسية. ويحتوي كتاب يوسابيوس حياة قسطنطين عن الإمبراطور المسيحي الأول على عناصر السير التقديسية، لكنها أيضًا مجموعة مفيدة من الرسائل والوثائق الرسمية. بالإضافة إلى سمة غير مسبوقة لأدب السير التقديسية، فقد كانت تقدم النساء بانتظام كشخصيات قيادية. من الأمثلة على ذلك حياة ماكرينا عن الأرستقراطية الثرية عن الورعة ماكرينا الصغرى.
من خلال كتابه تاريخ الكنيسة، أنشأ يوسابيوس نوعًا أدبيًا جديدًا آخر، مع التركيز على المبشرين المسيحيين وقادة الكنيسة والشهداء والهراطقة. وقد راجع روفينوس تاريخه الكنسي الأول واستئنافه في عام 402، لكن الكتب التي كتبها المؤلفون اليونانيون الثلاثة، سقراط القسطنطيني، وسوزومن، وثيودوريطس، هي المصادر الرئيسية للحياة الكنسية حتى منتصف القرن الخامس. كان أوروسيوس أول مفكر يدمج عناصر من التاريخ الكلاسيكي والكنسي في عشرينيات القرن الثالث. من خلال كتابه التاريخ ضد الوثنيين أراد أن يثبت أن الكوارث الأخيرة لا يمكن اعتبارها عقابًا لقمع الدين الروماني التقليدي. وقد نجت أعمال لثلاثة من مؤرخي الكنيسة فقط من القرن السادس: زكريا ريتور، ويوحنا الأفسسي، وإفاغريوس سكولاستيكوس، الذين ركزوا على المناقشات اللاهوتية. نادرًا ما توفر تواريخ الكنيسة المتأخرة معلومات كافية لتحليل أعمق للتاريخ العلماني، فقد كانت مصممة أساسًا لإثبات آثار العناية الإلهية على حياة الإنسان. حتى أن كرونكون باشيل الذي له أهمية قصوى في دراسة أوائل القرن السابع كان موثقًا بشكل سيئ. أما المصدر المتأخر كرونوغرافيا الذي كتبه تيوفان المعرف في القرن التاسع لا يقدر بثمن للتاريخ العسكري في عشرينيات القرن السابع.
حفظت معظم المعلومات حول التاريخ العسكري والسياسي في أعمال المؤرخين العلمانيين. وفي الغالب يوثق بكتاباتهم لأنهم كانوا يكتبون أحداثًا مألوفة لهم أو لمعارفهم. أكمل أوريليوس فيكتور ومؤلف غير معروف سيرًا ذاتية إمبراطورية قصيرة في النصف الثاني من القرن الرابع، بزعم استخدام مصدر مشترك. ونحو عام 370 أكمل أوتروبيوس وفيستوس الأمينان الإمبراطوريان روايات موجزة عن التاريخ الروماني. بالإضافة إلى الضابط اليوناني الوثني، أميانوس مارسيليانوس الذي «يزعم أنه أفضل مؤرخ لاتيني في أي فترة»، وفقًا للمؤرخ ستيفن ميتشل، على الرغم من بقاء أجزاء متفرقة فقط من التواريخ التي كتبها. وبالمثل، لم تُعرف سوى أجزاء صغيرة من أعمال سولبيسيوس ألكسندر، الذي تابع كتابات أميانوس. يمكن للعلماء الذين يدرسون التاريخ الروماني في القرن الخامس الاعتماد بشكل أساسي على مجموعة من القرن العاشر من أجزاء أعمال مؤلفين يونانيين سابقين حول البعثات الدبلوماسية. كتب بريسكوس تقريرًا مفصلًا عن زيارته إلى بلاط أتيلا الهوني عام 449. والوثني زوسيموس، المؤرخ الروماني البارز الوحيد الذي نجا عمله الكامل، يلقي باللوم على المسيحية بالانهيار السريع للإمبراطورية الرومانية. وأكمل بروكوبيوس، آخر مؤرخ روماني بارز، روايات مفصلة عن حكم الإمبراطور جستينيان الأول. يغطي كتابه الحروب العمليات العسكرية في الشرق وشمال إفريقيا وإيطاليا. ويغطي كتابه المباني قائمة بإنجازات البناء لجستينيان، لكن الأدلة الأثرية تتعارض معها في بعض الأحيان. يلخص بروكوبيوس وجهات نظره الحقيقية عن الدائرة الداخلية لجستينيان في التاريخ السري، واصفًا إياه بأنه شخصية شريرة وعديمة الضمير تحيط بها المؤامرات والفضائح. اشتهرت أحداث النصف الثاني من القرن السادس من الأعمال المتقطعة لأغاثياس وميناندر الحارس. يؤكد أغاثياس على تأثير الكوارث والأحداث الأخرى غير المتوقعة على التاريخ. تغطي الأجزاء من عمل ميناندر الدبلوماسية في المقام الأول. ويعتبر ثيوفيلاكت سيموكاتا، بتسلسله الزمني والطبوغرافي الفوضوي، أقل مؤرخ روماني موثوق به. أكمل تاريخه في ثمانية كتب في أوائل القرن السابع.

### النصوص والنقوش القانونية
بدأت المجموعة المنهجية للنصوص القانونية في أواخر العصر الروماني. وتحتوي مدونة ثيودوسيوس على نحو 2500 إدخال ويغطي الفترة ما بين عامي 335 و437. وتوسع مدونة جستنيان قانون ثيودوسيوس بأحكام صادرة عن الأباطرة بين عامي 437 و529. وكان كلا التجميعين القانونيين مصدرين مهمين لإدارة الدولة، على الرغم من أن تطبيقهما الفعلي غير مثبت. يعتبر كتاب نوتيسيا دينيتاتوم الذي يعود إلى القرن الخامس مصدرًا مفيدًا للإدارة المدنية والعسكرية للإمبراطورية حتى لو كانت تحتوي على الأرجح على بيانات مبالغ فيها: يميل كل من القادة العسكريين وموظفي الخدمة المدنية رفيعي المستوى إلى التأكيد على أهمية مناصبهم من خلال إعطاء أرقام مبالغ فيها لجامعي البيانات الرسمية. وبالمقارنة مع العصر الكلاسيكي، فإن النقوش الرومانية المتأخرة متوفرة بكميات أقل. على الرغم من أن الاحتفالات الجماعية لكبار الشخصيات كانت ما تزال تقام بانتظام في الأماكن العامة، إلا أنها كانت تُقام في هذه الفترة بشكل أساسي على شرف المسؤولين الإمبراطوريين بدلًا من القادة المحليين مثلما كان شائعًا في القرون السابقة.

### الآثار
وتكثر الاكتشافات الأثرية، على الرغم من «أنها لا تزال غير مدروسة» (كما أكد ميتشل في عام 2015). تكثفت الدراسة المنهجية للأدلة الأثرية بعد استقرار نظام التأريخ الزمني للفخار الروماني المتأخر.